# Alex Stepney
Alexander Cyril "Alex" Stepney (født 18. september 1942 i Mitcham, Surrey) er en tidligere engelsk fodboldspiller.

## Karriere
Stepney prøvede chancen i Fulham, men han ikke slog til, så hans første klub blev Tooting and Mitcham, som spillede helt udenfor det engelske ligasystem. I 1963 blev han hentet af Millwall som amatør, men det tog ikke lang tid før de opdagede hans potentiale, og han blev professionel fodboldspiller bare to måneder efter, at han blev amatør. I 1966 blev han købt af Chelsea, men han blev solgt til Manchester United tre måneder senere til sum af £55,000, hvilket var rekord. Han debuterede d. 17. september 1966 i 1-1-kampen mod Manchester City F.C..